# Mírová kolonie

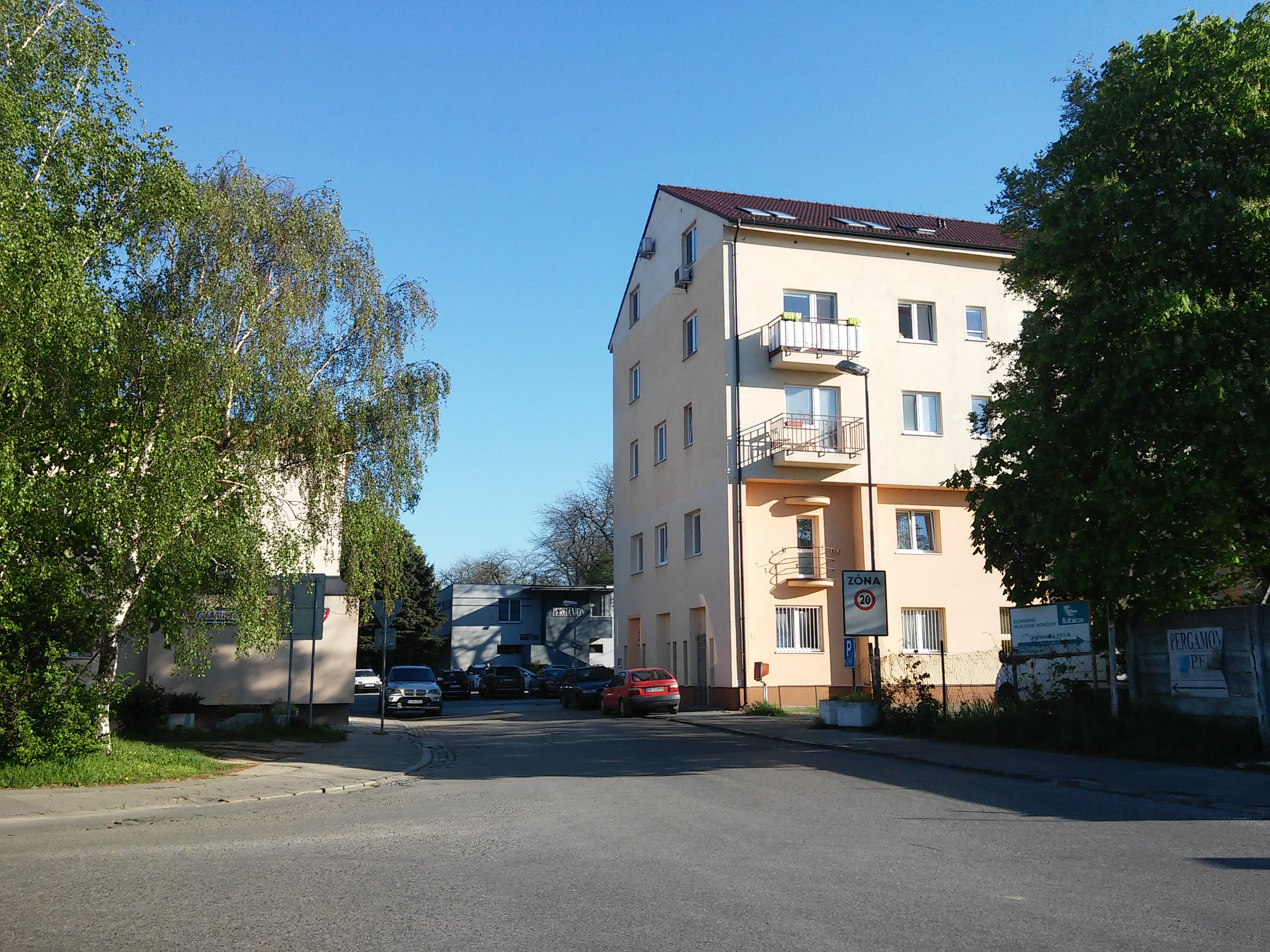
Mírová kolonie

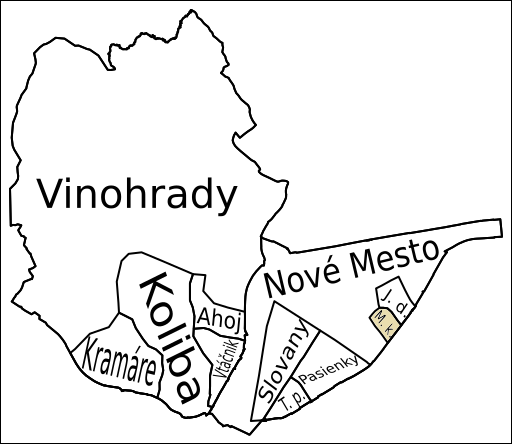
Poloha Mírové kolonie

Mírová kolonie (ve slovenském originále Mierová kolónia) je obytná čtvrť nebo místní část v Bratislavě v městské části Nové Mesto v okrese Bratislava III. Původní název byl Vistra kolonie, jejíž projekt vypracoval ve čtyřicátých letech 20. století Vladimír Karfík a sloužil pro pracovníky Chemických závodů Juraje Dimitrova (někdejší Dynamitka). Dnes je Mírová kolonie evidována jako nemovitá pamětihodnost Městským ústavem ochrany památek.
Do Mírové kolonie se vstupuje třemi vchody. První je Magnetovou ulicí, která začíná na Vajnorské ulici, a zbylé dva jsou z Rožňavské. K Mírové kolonii patří čtyři ulice – Olbrachtova, Tylova, Chemická a Vihorlatská. V blízkosti se nachází stadion Istrochem a místní část Jurajov dvor.